# Lerchenfeld Glacier
Lerchenfeld Glacier är en glaciär i Antarktis. Den ligger i Östantarktis. Argentina och Storbritannien gör anspråk på området. Lerchenfeld Glacier ligger 154 meter över havet.
Terrängen runt Lerchenfeld Glacier är kuperad västerut, men österut är den platt. Lerchenfeld Glacier ligger nere i en dal. Trakten är glest befolkad. Närmaste befolkade plats är Belgrano II, 10,1 kilometer nordväst om Lerchenfeld Glacier.